# Блумінгтон (Меріленд)
Блумінгтон (англ. Bloomington) — переписна місцевість (CDP) в США, в окрузі Ґерретт штату Меріленд. Населення — 271 особа (2020).

## Географія
Блумінгтон розташований за координатами 39°28′47″ пн. ш. 79°4′32″ зх. д. / 39.47972° пн. ш. 79.07556° зх. д. (39.479772, -79.075609).  За даними Бюро перепису населення США в 2010 році переписна місцевість мала площу 1,67 км², з яких 1,61 км² — суходіл та 0,06 км² — водойми.

## Демографія
Згідно з переписом 2010 року, у переписній місцевості мешкало 305 осіб у 121 домогосподарстві у складі 95 родин. Густота населення становила 183 особи/км².  Було 134 помешкання (80/км²).
Расовий склад населення:
| - 99,3 % — білих |

До двох чи більше рас належало 0,7 %. Частка іспаномовних становила 1,3 % від усіх жителів.
За віковим діапазоном населення розподілялося таким чином: 18,7 % — особи молодші 18 років, 59,7 % — особи у віці 18—64 років, 21,6 % — особи у віці 65 років та старші. Медіана віку мешканця становила 45,5 року. На 100 осіб жіночої статі у переписній місцевості припадало 107,5 чоловіків;  на 100 жінок у віці від 18 років та старших — 105,0 чоловіків також старших 18 років.
Середній дохід на одне домашнє господарство  становив 46 471 долар США (медіана — 45 625), а середній дохід на одну сім'ю — 54 000 доларів (медіана — 46 667). За межею бідності перебувало 3,0 % осіб, у тому числі 0,0 % дітей у віці до 18 років та 0,0 % осіб у віці 65 років та старших.
Цивільне працевлаштоване населення становило 77 осіб. Основні галузі зайнятості: фінанси, страхування та нерухомість — 24,7 %, транспорт — 19,5 %, освіта, охорона здоров'я та соціальна допомога — 16,9 %.